# Spilophorella tasmaniensis
Spilophorella tasmaniensis är en rundmaskart som beskrevs av Allgen 1927. Spilophorella tasmaniensis ingår i släktet Spilophorella och familjen Chromadoridae. Inga underarter finns listade i Catalogue of Life.